# سرداب الغيبة
سرداب الغيبة في سامراء ، سرداب أثري يقع في الجهة الغربية من مرقد الإمامين العاشر و الحادي عشر من الإئمة المعصومين في المذهب الشيعي الأثنى عشري في مدينة سامراء بالعراق، و تأتي أهميته عند الشيعة في كونه سرداب الدار التي سكنها ثلاثة من أئمتهم المعصومين الذين كانوا يلجأون إليه من حرارة الصيف، ويوجد به محراب. كما يّذكر بأنّ علة نسبة الغيبة إلى السرداب لكونه المكان الآخير الذي شوهد فيه محمد المهدي قبل غيبته.
ألا أنه توجد تصورات خاطئة نسبت إلى المذهب الشيعي حول هذ السرداب، وهو اعتقاد الشيعة بأن الإمام الثاني عشر محمد بن الحسن المهدي الغائب عن الأنظار، دخل السرداب وغاب فيه وسيخرج منه.
وقد لحقت الأضرار بالسرداب في التفجير الذي استهدف مرقد العسكريين عام 2006م

## السرداب
السرداب هو المكان الذي يحفر تحت الأرض عادة في الأماكن الحارة، بحيث يكون بعيداً عن الشمس.

## السرداب في آراء غير الشيعة
- يقول ياقوت الحموي في كتابه معجم البلدان: «وبها(سامراء) السرداب المعروف في جامعها الذي تزعم الشيعة ان مهديهم يخرج منه...وخربت حتى لم يبق منها إلا موضع المشهد الذي تزعم الشيعة أن به سرداب القائم المهدي».[2]
- يقول ابن تيمية:«ومن حماقتهم أيضاً أنهم يجعلون للمنتظر عدة مشاهد ينتظرونه فيها، كالسرداب الذي بسامراء الذي يزعمون أنّه غاب فيه، ومشاهد أخر، وقد يقيمون هناك دابة...ليركبها إذا خرج، ويقيمون هناك إما في طرفي النهار وإما في أوقات أخر من ينادي عليه بالخروج:يامولانا أخرج. ويشهرون السلاح ولا أحد هناك يقاتلهم. وفيهم من يقوم في أوقات الصلاة دائماً لا يصلى خشية أن يخرج وهو في الصلاة، فيشتغل بها عن خروجه وخدمته».[3]
- يقول الذهبي في ترجمته إلى الحسن بن علي بن محمد بن علي الرضا:«وأما ابنه محمد بن الحسن الذي يدعوه الرافضة القائم الخَلَف الحُجة،...عاش بعد أبيه سنتين ثم عُدِم، ولم يُعلم كيف مات...وهم يدّعون بقاءه في السرداب من أربعمائة وخمسين سنة، وأنّه صاحب الزمان،...ويعترفون أنّ أحداً لم يَرَه أبداً، فنسأل الله أن يثبت علينا عقولنا وإيماننا».[4]
- يقول الغزالي في كتابه فيصل التفرقة بين الإسلام والزندقة:«قول الإمامية المنتظرة إن الإمام مختف في سرداب، فإنه ينتظر خروجه، فإنه قول كاذب ظاهر البطلان شنيع جداً ولكن لا ضرر فيه على الدين إنما الضرر على الاحمق المعتقد لذلك إذ يخرج كل يوم من بلده لاستقبال الإمام حتى يدخل فيرجع إلى بيته خاسئاً»[5]

## السرداب في أقوال علماء الشيعة
السرداب الواقع في مرقد علي الهادي والحسن العسكري بسامراء في اعتقاد المذهب الشيعي له مكانة مقدسة لأنه كان مسكناً لآخر ثلاثة من أئمتهم وهم الهادي وابنه العسكري وحفيده المهدي فكانوا يلجأون إليه في الأيام الحارة للعبادة، ولا وجود للمعتقدات الأخره التي نسبت للشيعة من وجود الإمام المهدي هناك وخروجه منه بعد غيبته.
- يقول النوري الطبرسي:«هذه كتب علماء الإمامية ومؤلفاتهم قبل ولادة المهدي إلى هذه الأعصار متوفرة بين أيديكم لم يُذكر فيها شيء من ذلك، بل الموجود في أحاديثهم الكثيرة المعتبرة عندهم أنّه يطلع من مكة المكرمة؛(يخرج من مكة بعد الخسف في ثلاثمائة وثلاثة عشر رجلاً، ويلتقي هو وصاحب جيش السفياني، وأصحاب المهدي يؤمئذ جننهم البراذع يعني تراسهم، ويسمع صوت مناد من السماء ألا إن أولياء الله أصحاب فلان يعني المهدي.»[7]
- يقول ذبيح الله المحلاتي:«ليس اشتهار السرداب بسرداب الغيبة لأن الحجة غاب فيه كما زعمه البعض، بل لأنه مبيت ثلاثة من الأئمة ومعبدهم في طول المدّة وحظى فيه عدّة من الصلحاء بلقاء الحجة صار من البقاع المتبركة.»[8]
- يقول عبد الحسين الأميني في رده على ابن تيمية:«وفرية السرداب أشنع، وإن سبقه إليها غيره من مؤلفي أهل السنة، لكنه زاد في الطنبور نغمات بضم الحمير إلى الخيول وادعائه اطّراد العادة في كل ليلة واتصالها منذ أكثر من ألف عام، والشيعة لا ترى أن غيبة الإمام في السرداب، ولاهم غيبوه فيه، ولا إنه يظهر منه، وإنما اعتقادهم المدعوم بأحاديثهم أنه يظهر بمكة المعظمة تجاه البيت، ولم يقل أحد في السرداب: إنه مغيب ذلك النور، وإنما هو سرداب دار الأئمة بسامراء، وإن من المطرد إيجاد السراديب في الدور وقاية من قايظ الحر، وإنما اكتسب هذا السرداب بخصوصه الشرف الباذخ لانتسابه إلى أئمة الدين، وإنه كان مبوء لثلاثة منهم كبقية مساكن هذه الدار المباركة، وهذا هو الشأن في بيوت الأئمة عليهم السلام ومشرفهم النبي الأعظم في أي حاضرة كانت، فقد أذن الله أن ترفع ويذكر فيها اسمه»[9]

## علة تسميته بسرداب الغيبة
لعل سبب تسمية بعض علماء الشيعة في كتبهم السرداب بأسم سرداب الغيبة هذا الخبر الذي يُذكر فيه أنّهم بعثوا عسكراً أكثر فلما دخلوا الدار سمعوا من السرداب قراءة القرآن، فاجتمعوا على بابه وحفظوه حتى لايصعد ولايخرج وأميرهم قائم حتى يصل العسكر كلهم فخرج من السكة التي على باب السرداب ومر عليهم، فلما غاب قال الأمير انزلوا عليه فقالوا:أليس هو قد مر عليك، فقال: مارأيت. وقال:ولم تركتموه، قالوا:إنا حسبنا إنك تراه.

## عمارة السرداب
للسرداب باب خشبي جميل من عهد الخليفة العباسي الناصر لدين الله عام 606هـ، يذكر محمد حسين الجلالي في كتابه مزارات أهل البيت؛ بأنّ باب السرداب لازال موجوداً وبها آثار الحريق والكتابة بخط كوفي،وقد نشرت مديرية الآثار العراقية سنة 1938 هـ رسالة بعنوان (باب الغيبة)، أوردت فيها النص المكتوب عليه كاملاً. كما لحقت بالباب أضرار في التفجير الذي استهدف المرقد.

## وصلات خارجية
- خرافة اتهام الشيعة بأن المهدي يعيش في سرداب - الشيخ أحمد الوائلي
- مركز الأبحاث العقائدية - شبهات وردود حول مسألة السرداب